# Borussia Dortmund (handball)
Actualités
Dernière mise à jour : 8 novembre 2024.
Le Borussia Dortmund (Ballspielverein Borussia 1909 e.V. Dortmund de son nom complet) est la section de handball féminin du club omnisports du Borussia Dortmund basé à Dortmund en Allemagne.

## Historique
compétition internationales
- Coupe challenge (C4)
  - vainqueur (1) en 2003
- Coupe de l'EHF (C3)
  - finaliste (1) en 1997
- Coupe des vainqueurs de coupe (C2)
  - demi-finaliste (2) en 1995 et 1998

compétition nationales
- Championnat d'Allemagne
  - vainqueur (1) en 2021
  - deuxième (2) en 1999, 2022
- Coupe d'Allemagne
  - vainqueur (1) en 1997
  - finaliste (3) en 1994, 1998, 2016

## Joueuses historiques
Parmi les joueuses ayant évolué au club, on trouve :
- Rinka Duijndam
- Kelly Dulfer (2019-2021)
- Michaela Erler (de) (1996-2003)
- Ágnes Farkas (1996-1997)
- Merel Freriks
- Alina Grijseels (de) (2014-2023)
- Nadine Härdter (2000-2006)
- Laura van der Heijden
- Franziska Heinz (de) (1994-2002)
- Svenja Huber
- Kim Eun-mi (1999-2002)
- Déborah Lassource (2024-)
- Narcisa Lecușanu (1998-2000)
- Tess Lieder
- Jennifer Rode
- Tonje Sagstuen
- Inger Smits
- Kari Solem
- Alicia Stolle
- Yara ten Holte (en)
- Clara Woltering (2003-2004)
- Aleksandra Zych